# Samuel Escue Tillman

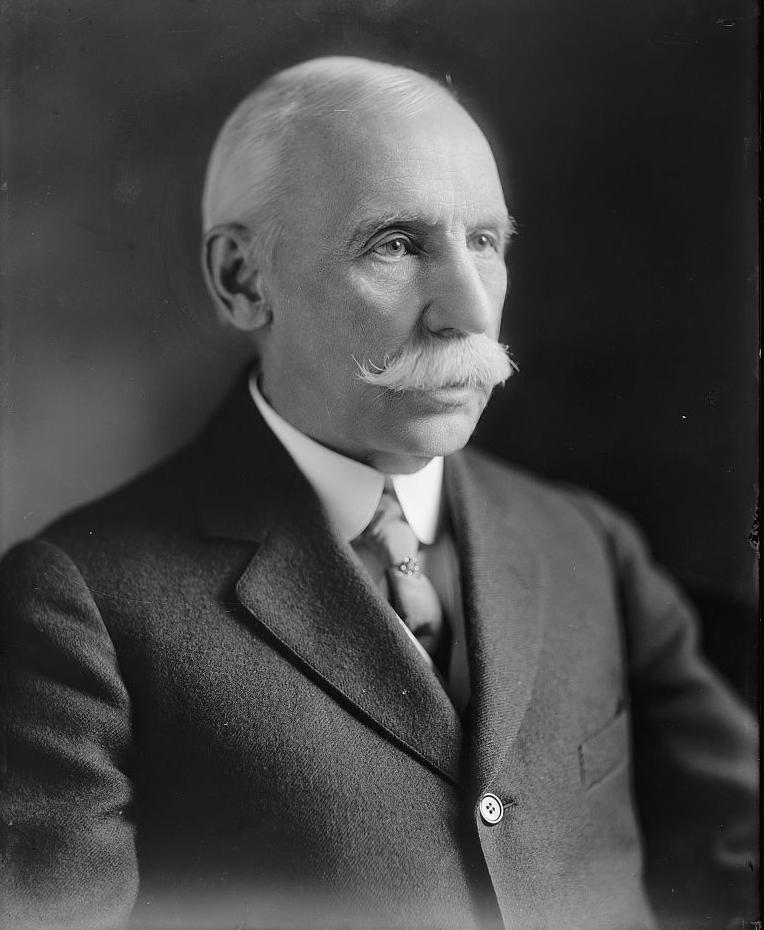
Samuel Escue Tillman

Samuel Escue Tillman (* 3. Oktober 1847 bei  Shelbyville, Tennessee; † 24. Juni 1942 in  Southampton, New York) war ein Brigadegeneral der United States Army. Er war auch Astronom, Ingenieur, militärischer Ausbilder und Verfasser von wissenschaftlichen Abhandlungen. Zudem war er als Superintendent Leiter der Militärakademie West Point.

## Leben
Samuel Tillman war ein Sohn von Lewis Tillman und Mary Catherine Davidson. Der Vater vertrat zwischen 1869 und 1871 den vierten Kongresswahlbezirk des Staates Tennessee im US-Repräsentantenhaus. Einer seiner insgesamt sechs Brüder war James D. Tillman (1841–1916), der während des Bürgerkrieges als Oberst im Heer der Konföderierten diente und später Staatssenator in Tennessee sowie von 1895 bis 1897 Botschafter der Vereinigten Staaten in Ecuador war. Samuel Tillman wuchs zusammen mit seinen Brüdern auf der Plantage seiner Familie in Tennessee auf. Diese Jahre waren von den Ereignissen vor und während des Bürgerkrieges geprägt. Im Gegensatz zu seinem Bruder James schloss er sich dem Norden an.
Im Jahr 1864 verließ er seine Heimat, um ein Studium an der Miami University in Oxford (Ohio) zu beginnen. Dieses Studium brach er ein Jahr später ab, nachdem er einen Ausbildungsplatz an der Militärakademie in West Point erhalten hatte. Die folgenden vier Jahre studierte er an der Akademie, die er im Jahr 1869 als Drittbester unter 39 Absolventen seines Jahrgangs abschloss. Die folgenden 15 Monate verbrachte er als Leutnant in Fort Riley (Kansas), das damals noch ein Außenposten der US Army während der Indianerkriege war. Anschließend kehrte Tillman nach West Point zurück, wo er für einige Zeit das Fach Mathematik unterrichtete. In den folgenden Jahren war er abwechselnd als Lehrer in West Point und als Forscher im Westen der Vereinigten Staaten tätig. So war er an der Erforschung und Landkartenerfassung von Teilen von Arizona, Kalifornien, Idaho, Montana, Nevada, New Mexico und Utah beteiligt. Da er sich auch für Astronomie interessierte, wurde er im Rahmen einer amerikanischen Expedition für ein Jahr nach Tasmanien geschickt, wo er einen Transit der Venus beobachtete. Zwischen 1878 und 1881 gehörte Samuel Tillman auch dem Cosmos Club in Washington, D.C. an.
Ab 1881 war Tillman für die nächsten 30 Jahre als Professor fester Bestandteil des Lehrkörpers der Militärakademie West Point. Dort unterrichtete er die Fächer Chemie, Mineralogie und Geologie. Er war auch Mitglied eines Ausschusses, der Johnson Chesnut Whittaker, einen der ersten Afroamerikaner in West Point, aus der Akademie ausschloss. Das Urteil erregte damals großes Aufsehen und stellte sich später als falsch heraus. Tillman war auch mit der Überarbeitung der Lehrpläne für die Fächer der Naturwissenschaften beauftragt. Zu diesem Zweck unternahm er zusammen mit anderen Lehrern in West Point Reisen an bekannte amerikanische Universitäten wie z. B. die Yale University und die Harvard University. Dort machten sie sich mit den Lehrplänen dieser Universitäten vertraut und brachten ihre Erkenntnisse dann in West Point ein.
Während seiner langen Zeit im Lehrkörper der Militärakademie befasste sich Tillman neben seiner Lehrertätigkeit auch als Autor von wissenschaftlichen Abhandlungen. So schrieb er unter anderem Beiträge für das US-amerikanische Wissenschaftsmagazin Popular Science oder das im Jahr 1886 gegründete Cosmopolitan Magazine. Darüber hinaus veröffentlichte er auch verschiedene Bücher zu wissenschaftlichen Themen. Im Jahr 1906 wurde seine Arbeit auch außerhalb von West Point mit einer Ehrendoktorwürde der Yale University anerkannt. Während all seiner Jahre in West Point war er immer auch Offizier der US Army. Als er 1911 in den Ruhestand ging, hatte er den Rang eines Obersts (Colonel) erreicht. In der Folge verbrachte er einige Zeit in Italien und ließ sich schließlich in Princeton, New Jersey nieder, wo er weiter an seinen wissenschaftlich-literarischen Werken arbeitete.
Nach dem Eintritt der Vereinigten Staaten in den Ersten Weltkrieg wurden die meisten führenden Offiziere für den aktiven Militärdienst benötigt. Ausbildungsstellen, auch in West Point, wurden teilweise von reaktivierten pensionierten Offizieren aufgefüllt. In diesem Zusammenhang wurde auch Samuel Tillman reaktiviert und als Nachfolger von John Biddle zum 30. Leiter der Militärakademie in West Point ernannt. Dieses Amt bekleidete er zwischen Juni 1917 und 1919. Kriegsbedingt wurden damals einige Jahrgänge vorzeitig abgeschlossen, um möglichst schnell junge Offiziere für den Kriegseinsatz zur Verfügung zu haben. Bemerkenswert ist auch, dass sich Tillman als Leiter der Militärakademie West Point gegen die Aufnahme des Fachs Militärfliegerei (Luftstreitkräfte) in die Akademie aussprach. Der inzwischen zum Brigadegeneral beförderte Tillman schied im Jahr 1919 endgültig aus dem aktiven Dienst der US Army aus. Bei dieser Gelegenheit wurde ihm die Army Distinguished Service Medal verliehen. Sein Nachfolger als Leiter in West Point wurde Douglas MacArthur. Bemerkenswert ist auch, dass Samuel Tilman während seiner gesamten Militärzeit außer seiner Funktion als Leiter der Militärakademie kein reguläres Armee-Kommando innehatte. Stattdessen ist er mehr als Lehrer und Wissenschaftler hervorgetreten.
Samuel Tillman, der mit Clara Williams (1857–1921) verheiratet war, starb am 24. Juni 1942 im Haus seines einzigen Kindes, der Tochter Katherine Tillman Marti (1889–1972), in Southampton im Bundesstaat New York. Er wurde auf dem Friedhof seiner alten Wirkungsstätte West Point beigesetzt.